# Bloody Psycho
Bloody Psycho, noto anche come Bloody Psycho - Lo specchio o Nel nido del serpente, è un film per la televisione del 1989 diretto da Leandro Lucchetti.

## Trama
Werner Vogler è un pranoterapeuta con capacità extrasensoriali. Mentre si reca nel castello della signora Rezzori per una serie di sedute, ha una strana visione guardando l'ala disabitata dell'edificio: una mano che brandisce un coltello insanguinato. Comincerà a indagare tra l'omertà del paese e un mostruoso killer fantasma che si muove su una sedia a rotelle.

## Produzione
Questo film televisivo fu prodotto in origine per la serie I maestri del brivido di Reteitalia. Come gli altri film del ciclo, non fu mai mandato in onda a causa della violenza considerata eccessiva. Fu trasmesso da reti locali nel 1991 e distribuito in videocassetta l'anno seguente, all'interno del ciclo Lucio Fulci presenta.